# 셜리 밋첼
셜리 밋첼(Shirley Mitchell, 1919년 11월 4일 ~ 2013년 11월 11일)은 미국의 배우, 영화배우, 텔레비전 배우, 라디오 DJ이다.

## 영화
- 장미의 전쟁 (1989년)
- 썸머 캠프 나이트메어 (1987년)
- 더 영 앤 더 레스트리스 (1973년)
- 마이 블러드 런스 콜드 (1965년)
- 나의 세 아들 (1960년)
- 페리 메이슨 (1957년)
- 사랑의 전주곡 (1957년)
- 챔프 (1953년)
- 왈가닥 루시 (1951년)